# W obręczy marzeń
W obręczy marzeń (ang. Hoop Dreams) – amerykański film dokumentalny z 1994 roku. Film opowiada o dwóch chłopakach, których największym marzeniem i szansą na poprawę losu jest gra w koszykówkę.
William Gates i Arthur Agee w tym samym czasie zostają przyjęci do prywatnej szkoły katolickiej w St. Joseph. Rodzina Arthura przeżywa jednak problemy finansowe i Arthur musi opuścić szkołę. Mimo tego nie przestaje grać. William walczy z kontuzją i nie poddaje się.

## Występują
- William Gates
- Arthur Agee
- Emma Gates – matka Williama
- Curtis Gates – brat Williama
- Sheila Agee – matka Arthura
- Arthur ‘Bo’ Agee – ojciec Arthura

## Nagrody i nominacje
Oscary za rok 1994
- Najlepszy montaż – William Haugse, Steve James, Frederick Marx (nominacja)